# Taubenhaus (Westquarter)

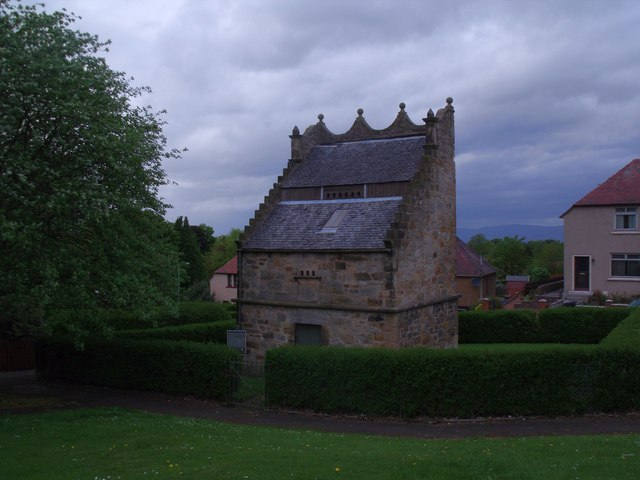
Taubenturm von Westquarter

Das Taubenhaus von Westquarter ist ein Taubenhaus in der schottischen Ortschaft Westquarter in der Council Area Falkirk. 1972 wurde das Bauwerk in die schottischen Denkmallisten in der höchsten Kategorie A aufgenommen. Eine ehemalige zusätzliche Einstufung als Scheduled Monument wurde zwischenzeitlich aufgehoben.

## Beschreibung
Das Taubenhaus befindet sich an der Kreuzung zwischen der Dovecot Road und der Westquarter Avenue im Südwesten der Ortschaft. Ein Wappen oberhalb des Eingangs weist 1647 als Baujahr aus, wohingegen stilistische Details eine Entstehung im 18. Jahrhundert nahelegen. Man geht davon aus, dass ein Taubenhaus aus dem 17. Jahrhundert als Kernstück des heute erhaltenen Turms aus dem folgenden Jahrhundert diente. Das längliche Bauwerk weist eine Grundfläche von 5,5 m × 5 m auf. Das mit rund 90 cm verhältnismäßig mächtige Mauerwerk besteht aus Bruchstein. Oberhalb des südexponierten Eingangs läuft ein Vorsprung um, welcher Anflugplätze für die Vögel bietet. Das Gebäude schließt mit zwei steilen Pultdächern, die modern eingedeckt sind. Das restliche Gebäude befindet sich jedoch noch im Ursprungszustand.